# ألف تشارلز
ألف تشارلز (بالإنجليزية: Alf Charles)‏ (11 يوليو 1909 في ترينيداد وتوباغو - 1977) هو لاعب كريكت ولاعب كرة قدم ترينيداد وتوباغو في مركز مهاجم داخلي. لعب مع نادي بيرنلي ونادي ساوثهامبتون ونادي دارون وDarwen F.C. (1870) ‏ ونادي ستاليبريدج سيلتيك ونادي نيلسون وEverton F.C. (Trinidad and Tobago) ‏.